# كلايتون آدامز
كلايتون آدامز (بالإنجليزية: Clayton Adams)‏ هو لاعب كرة قدم أمريكي في مركز الهجوم، ولد في 15 يناير 1995 في سليدل في الولايات المتحدة. لعب مع اوستين بولد وجورجيا ريفولوشن.

## وصلات خارجية
- كلايتون آدامز على موقع قاعدة بيانات كرة القدم.إي يو (الإنجليزية)
- كلايتون آدامز على موقع Soccerway.com (الإنجليزية)